# ستيفن لويد
ستيفن لويد (بالإنجليزية: Stephen Lloyd)‏ هو سياسي بريطاني، ولد في 15 يونيو 1957 في مومباسا في كينيا. حزبياً، نشط في الديمقراطيون الليبراليون. في انتخابات المملكة المتحدة لعام 2010، انتخب عضو برلمان المملكة المتحدة الـ55 عن دائرة إيستبورن وقد انضم خلال فترته النيابية ‏ (6 مايو 2010 – 30 مارس 2015)  للكتلة البرلمانية الديمقراطيون الليبراليون وفي الانتخابات التشريعية البريطانية 2017، انتخب عضو برلمان المملكة المتحدة الـ57 عن دائرة إيستبورن وقد انضم خلال فترته النيابية ‏ (8 يونيو 2017 – )  للكتلة البرلمانية الديمقراطيون الليبراليون.

## وصلات خارجية
- الموقع الرسمي